# Winter-Asienspiele 2025/Teilnehmer (Kirgisistan)
| Gelbes Symbol für Goldmedaillen mit stilisierten Olympischen Ringen | Graues Symbol für Silbermedaillen mit stilisierten Olympischen Ringen | Braundes Symbol für Bronzemedaillen mit stilisierten Olympischen Ringen |
| ------------------------------------------------------------------- | --------------------------------------------------------------------- | ----------------------------------------------------------------------- |
| —                                                                   | —                                                                     | —                                                                       |

Kirgisistan nimmt an den Winter-Asienspiele 2025 in Harbin teil.

## Teilnehmer nach Sportarten

### Biathlon
| Athleten               | Wettbewerbe        | Zeit | Fehler | Rang |
| ---------------------- | ------------------ | ---- | ------ | ---- |
| Frauen                 |                    |      |        |      |
| Antonina Borisenko     | 7,5 km Sprint      |      |        |      |
| Madina Saralaeva       | 7,5 km Sprint      |      |        |      |
| Diana Taalaibekova     | 7,5 km Sprint      |      |        |      |
| Männer                 |                    |      |        |      |
| Elda Kadyrov           | 10 km Sprint       |      |        |      |
| Musa Rakhmanberdi Uulu | 10 km Sprint       |      |        |      |
| Artur Saparbekov       | 10 km Sprint       |      |        |      |
| Nurislam Zhumaliev     | 10 km Sprint       |      |        |      |
|                        | 4 × 7,5 km Staffel |      |        |      |

### Curling
| Wettbewerb             | Männer                                                             | Mixed-Doppel                                                                               |
| ---------------------- | ------------------------------------------------------------------ | ------------------------------------------------------------------------------------------ |
| Athleten               | Aibek Asanaliev Iskhak Abykeev Beksultan Myrzabaev Mukhamed Dasifu | Amina Seitzhanova Iskhak Abykeev                                                           |
| Gruppenphase           |                                                                    | Volksrepublik China (3:8) Philippinen (2:10) Südkorea (3:14) Kasachstan (5:12) Katar (8:6) |
| Qualifikationsrunde    |                                                                    | ausgeschieden                                                                              |
| Halbfinale             |                                                                    | ausgeschieden                                                                              |
| Finale/Spiel um Bronze |                                                                    | ausgeschieden                                                                              |
| Rang                   |                                                                    | 9                                                                                          |

### Eishockey
| Wettbewerb    | Männer |
| ------------- | --- |
| Athleten      | Islambek Abdyrajew Adil Bekmuratow Sachar Bem Maxim Jegorow Sultan Ismanow Jernasar Issamatow Adis Katschkynbekow Anton Kudaschew Jegor Leschtschenko Belek Maksatbekow Arslan Maraimbekow Jersultan Mirbekow Adilet Nuralijew Denis Popow Mamed Seifulow Tair Supochunow Kusma Terentijew Alexander Titow Artjom Wassiljew |
| Gruppenphase  | Kuwait Bahrain Singapur |
| Zwischenrunde | |
| Viertelfinale | |
| Halbfinale    | |
| Finale        | |
| Rang          | |

### Eiskunstlauf
| Athleten          | Wettbewerbe | Kurzprogramm/ Rhythmustanz | Kurzprogramm/ Rhythmustanz | Kür    | Kür  | Gesamt | Gesamt |
| Athleten          | Wettbewerbe | Punkte                     | Rang                       | Punkte | Rang | Punkte | Rang   |
| ----------------- | ----------- | -------------------------- | -------------------------- | ------ | ---- | ------ | ------ |
| Frauen            |             |                            |                            |        |      |        |        |
| Daria Snegovskaia | Einzel      |                            |                            |        |      |        |        |

### Ski Alpin
| Athleten          | Wettbewerbe | 1. Lauf     | 1. Lauf | 2. Lauf     | 2. Lauf | Gesamt      | Gesamt |
| Athleten          | Wettbewerbe | Zeit        | Rang    | Zeit        | Rang    | Zeit        | Rang   |
| ----------------- | ----------- | ----------- | ------- | ----------- | ------- | ----------- | ------ |
| Frauen            |             |             |         |             |         |             |        |
| Samira Amatova    | Slalom      | 1:11,29 min | 33      | 1:06,59 min | 26      | 2:17,88 min | 26     |
| Almina Ibragimova | Slalom      | 1:07,52 min | 28      | 1:05,62 min | 22      | 2:13,14 min | 22     |
| Arina Shabanova   | Slalom      | 1:11,82 min | 34      | DNF         | DNF     | DNF         | DNF    |
| Männer            |             |             |         |             |         |             |        |
| Nasyr Khurov      | Slalom      | 55,82 s     | 27      | 53,51 s     | 21      | 1:49,33 min | 21     |
| Denis Koniukhov   | Slalom      | DNF         | DNF     | DNF         | DNF     | DNF         | DNF    |
| Nadim Muchtarow   | Slalom      | DNS         | DNS     | DNS         | DNS     | DNS         | DNS    |
| Jewgeni Timofejew | Slalom      | 53,77 s     | 22      | 52,45 s     | 18      | 1:46,22 min | 18     |

### Skilanglauf
| Athleten               | Wettbewerbe | Zeit | Rang |
| ---------------------- | ----------- | ---- | ---- |
| Frauen                 |             |      |      |
| Antonina Borisenko     |             |      |      |
| Madina Saralaeva       |             |      |      |
| Diana Taalaibekova     |             |      |      |
| Männer                 |             |      |      |
| Elda Kadyrov           |             |      |      |
| Musa Rakhmanberdi Uulu |             |      |      |
| Artur Saparbekov       |             |      |      |
| Nurislam Zhumaliev     |             |      |      |

| Athleten               | Wettbewerbe      | Qualifikation | Qualifikation | Viertelfinale | Viertelfinale | Halbfinale | Halbfinale | Finale | Finale | Rang |
| Athleten               | Wettbewerbe      | Zeit          | Rang          | Zeit          | Rang          | Zeit       | Rang       | Zeit   | Rang   | Rang |
| ---------------------- | ---------------- | ------------- | ------------- | ------------- | ------------- | ---------- | ---------- | ------ | ------ | ---- |
| Frauen                 |                  |               |               |               |               |            |            |        |        |      |
| Antonina Borisenko     | Sprint klassisch |               |               |               |               |            |            |        |        |      |
| Madina Saralaeva       | Sprint klassisch |               |               |               |               |            |            |        |        |      |
| Diana Taalaibekova     | Sprint klassisch |               |               |               |               |            |            |        |        |      |
| Männer                 |                  |               |               |               |               |            |            |        |        |      |
| Elda Kadyrov           | Sprint klassisch |               |               |               |               |            |            |        |        |      |
| Musa Rakhmanberdi Uulu | Sprint klassisch |               |               |               |               |            |            |        |        |      |
| Artur Saparbekov       | Sprint klassisch |               |               |               |               |            |            |        |        |      |
| Nurislam Zhumaliev     | Sprint klassisch |               |               |               |               |            |            |        |        |      |